# 変身 (チャットモンチーのアルバム)
『変身』（へんしん）は、チャットモンチーの5作目のオリジナルアルバム。2012年10月10日にKi/oon Recordsから発売された。

## 解説
ベストアルバム『チャットモンチー BEST〜2005-2011〜』から8ヶ月ぶり、オリジナルアルバムとしては『YOU MORE』から1年半ぶりの新作アルバム。 2ピースバンドとなってからは初めてのオリジナルアルバムである。
2ピースバンド移行後にリリースされたシングル曲5曲を含む12曲を収録。なお、各シングルのカップリング曲、および両A面シングル「ハテナ/夢みたいだ」2曲目の「夢みたいだ」は未収録。
初回限定盤は3面デジパック仕様となり、Studio Live DVD「変身中」が付属する。
2ピースとなって初めての録音。橋本がドラムをプレイする楽曲や、「初日の出」、「ウタタネ」はエンジニアとしてジム・オルークなどを起用している。橋本による作詞が多いのも特徴。オリコン2位(デイリーでは1位)を記録した。

## 収録曲

### Disc1(CD)
- 全作曲：橋本絵莉子、全編曲：チャットモンチー、弦編曲：斎藤ネコ（#8）

| #         | タイトル                                                                                     | 作詞       | 作曲・編曲 | 時間  |
| --------- | -------------------------------------------------------------------------------------------- | ---------- | ---------- | ----- |
| 1.        | 「変身」                                                                                     | 橋本絵莉子 |            | 3：17 |
| 2.        | 「ハテナ」(ＴＢＳ系音楽番組「COUNT DOWN TV」2012年5月度オープニングテーマ)                   | 橋本絵莉子 |            | 3：59 |
| 3.        | 「テルマエ・ロマン」(フジテレビ系アニメ「テルマエ・ロマエ」エンディングテーマ)               | 橋本絵莉子 |            | 3：30 |
| 4.        | 「少女Ｅ」                                                                                   | 橋本絵莉子 |            | 3：51 |
| 5.        | 「コンビニエンスハネムーン」                                                                 | 橋本絵莉子 |            | 4：05 |
| 6.        | 「Yes or No or Love」                                                                        | 福岡晃子   |            | 3：08 |
| 7.        | 「初日の出」                                                                                 | 橋本絵莉子 |            | 2：50 |
| 8.        | 「歩くオブジェ」                                                                             | 橋本絵莉子 |            | 6：47 |
| 9.        | 「きらきらひかれ」                                                                           | 福岡晃子   |            | 2：45 |
| 10.       | 「ふたり、人生、自由ヶ丘」                                                                   | 橋本絵莉子 |            | 3：05 |
| 11.       | 「ウタタネ」                                                                                 | 福岡晃子   |            | 3：47 |
| 12.       | 「満月に吠えろ」(テレビ朝日系ドラマ「妄想捜査～桑潟幸一准教授のスタイリッシュな生活」主題歌) | 福岡晃子   |            | 4：31 |
| 合計時間: | 合計時間:                                                                                    | 合計時間:  | 46:20      |       |

### Disc2(DVD)
Studio Live DVD「変身中」
1. きらきらひかれ
2. 初日の出
3. コンビニエンスハネムーン
4. Yes or No or Love
5. ウタタネ

## 演奏
変身
- 橋本絵莉子：Vocals, Guitars, Drums
- 福岡晃子：Bass, Chorus

ハテナ
- 橋本絵莉子：Vocals, Guitars, Blues Harp
- 福岡晃子：Drums, Chorus

テルマエ・ロマン
- 橋本絵莉子：Vocals, Guitars, 風呂桶
- 福岡晃子：Drums, Synthesizer, 風呂桶

少女E
- 橋本絵莉子：Vocals, Guitars, Cracker
- 福岡晃子：Drums, Woodblock, Cracker

コンビニエンスハネムーン
- 橋本絵莉子：Vocals, Guitars, Bell, Handclap
- 福岡晃子：Drums, Shaker, Handclap
- 奥田民生：Sound Produce
- 三原重夫、筋野利昭、羽深孝、吉田正邦、山岸ケン、菊池則行：Handclap

Yes or No or Love 
- 橋本絵莉子：Vocals, Bass
- 福岡晃子：Drums, Synthesizer, Chorus
- 後藤正文：(ASIAN KUNG-FU GENERATION)：Sound Produce

初日の出
- 橋本絵莉子：Vocals, Drums
- 福岡晃子：Bass, Chorus

歩くオブジェ
- 橋本絵莉子：Vocals, Guitars
- 福岡晃子：Drums
- 斎藤ネコ：Strings Arrangement, Conductor
- グレート柴田、岡部磨知、桐山なぎさ、滝沢幸二郎、今野均、入江茜、押鐘貴之、小倉達夫、桑田譲、三木希生子、浜野考史、かけた知寿子：Violin
- 山田雄司、高嶋麻由、加治友里、古川原裕仁：Viola
- 笠原あやの、前田善彦、阿部雅士、槙岡絵里香：Cello
- 安東章夫、斎藤輝彦：Contrabass
- 小林正二：Score

きらきらひかれ
- 橋本絵莉子：Vocals, Guitars
- 福岡晃子：Drums, Chorus
- 後藤正文 (ASIAN KUNG-FU GENERATION)：Sound Produce

ふたり、人生、自由が丘
- 橋本絵莉子：Vocals, Guitars, Whistle
- 福岡晃子：Drums, Tambourine, Melodica

ウタタネ
- 橋本絵莉子：Vocals, Electric Piano
- 福岡晃子：Drums, Chorus

満月に吠えろ
- 橋本絵莉子：Vocals, Guitars
- 福岡晃子：Drums, Wind Chimes, Chorus, Howling
- Masaki、Kat McDowell、中村優、Simoryo (下村亮介)、Yamatetsu、佐口正光、とまそん、林彩子、タカハシヒロヤス、OdaG、板橋よしえ、宮本りえ、Harue、吉田正邦、鈴木理奈、新田基博、関聡詩、清水啓司、大塚麻美、中谷踏太郎、青山正太、山本奈央：Chorus, Howling